# Vulkanski krater
Vulkanski krater je kružno udubljenje (geološka depresija) nastala kao posljedica vulkanske aktivnosti. U kružnome udubljenju javljaju se otvori iz kojih magma izbija u obliku plinova, lave i drugih materijala. Krater može biti velikih dimenzija i ponekad velike dubine. Njegova širina može iznositi od nekoliko desetina metara do više kilometara, a dubina od nekoliko desetina metara do jednoga kilometra. Eksplozijom razoren vulkanski krater naziva se kaldera. Kaldere su obično široke i do 20 km i na njihovom dnu se obično nalaze mlade vulkanske kupe (Tarso Yega na planinskome masivu Tibesti u Sahari).
Na dnu kratera je grotlo kroz koje rastopljena materija iz astenosfere stiže do vulkanskoga kratera. Grotlo ima izgled vertikalnoga kanala u obliku dimnjaka koji silazi do vulkanskoga rezervoara. U vulkanskome rezervoaru smještena je magma. Vulkanska ognjišta nalaze se na znatnim dubinama u Zemljinoj kori. Sovjetski vulkanolog Georgi Stepanovič Gorškov ustanovio je da se vulkansko ognjište Ključevske Sopke nalazi na dubini 50 – 70 km, da ima promjer od 25 do 35 km, a volumen usijane magme od 20.000 km3.
Vulkansko grotlo može biti ispunjeno stvrdnutom lavom u obliku čepa ili žitkom lavom u obliku lavskoga jezera. Grotlo ispunjeno žitkom lavom imaju vulkani Kilauea na Havajima, Nyiragongo i Nyamuragira u Africi. Položaj grotla je često ekscentričan, odnosno nalazi se uz okomiti zid kratera, a ne u središnjem dijelu dna.

## Etimologija
Riječ krater dolazi iz grčkoga jezika, od riječi κρατήρ koja označava keramičku posudu.

## Geomorfologija
Kod vulkana se krater obično nalazi na vrhu planine formirane od vulkanskih naslaga koje su izbile na površinu poput lave. Vulkani kod kojih je krater na vrhu obično su stožastoga oblika. Postoje i vulkani kod kojih je krater na bočnim stranama vulkana. U nekim vulkanskim kraterima može doći do stvaranja kraterskih jezera, kada kiša ispuni krater, ili poslije otapanja snijega.
Probijeni krateri imaju nižu perifernu stranu na jednoj strani, jer je prilikom erupcije došlo do izlijevanja lave, ili je kasnije došlo do erozije.
Neki vulkani, poput maarova, sastoje se samo od kratera koji nemaju vulkansku kupe. Također postoje i vulkani koji ne ostavljaju krater poslije erupcije. 

## Vanjske poveznice
- Volcanic Features and Landforms: Craters by US National Park Service